# Бібліотекар Конгресу
Бібліотекар Конгресу — голова Бібліотеки Конгресу, який призначається президентом Сполучених Штатів за порадою та згодою Сенату Сполучених Штатів терміном на десять років. Бібліотекар Конгресу у свою чергу призначає та контролює Реєстр авторських прав Бюро авторських прав США та має широкі повноваження щодо авторського права, які поширються на електронні ресурси та положення про добропорядне використання, викладені в Законі про захист авторських прав у цифрову епоху (DMCA). Бібліотекар визначає, чи підпадають певні твори під заборони DMCA щодо захисту технологічного доступу. Крім того, бібліотекар призначає поета-лауреата США і присуджує премію Гершвіна за популярну пісню.
13 липня 2016 року Сенат США затвердив на посаді бібліотекаря Карлу Гейден, номіновану президентом Бараком Обамою; вона склала присягу 14 вересня 2016 року.

## Походження та історія
24 квітня 1800 року 6-й Конгрес США прийняв законопроект про перенесення столиці до Вашингтона, підписаний президентом Джоном Адамсом, у якому йшлося про розміщення уряду, а також створення Бібліотеки Конгресу для його потреб. У п'ятому розділі закону спеціально визначено деякі з її ранніх можливостей. Закон передбачав «придбання книг для використання Конгресом, відповідне місце в Капітолії для їх розміщення, спільний комітет для розробки правил їх відбору, придбання та обігу», а також асигнування 5000 доларів на нову бібліотеку.
У 1802 році, через два роки після створення бібліотеки, президент Томас Джефферсон схвалив акт Конгресу про створення посади бібліотекаря та надання президенту повноважень його призначати. Невдовзі після цього Джефферсон призначив колишнього керівника своєї виборчої кампанії Джона Джеймса Беклі на посаду першого бібліотекаря Конгресу. Йому платили 2 долари в день, і в його обов'язки також входило бути клерком в Палаті представників. Лише в 1897 році Конгрес отримав повноваження затверджувати кандидатуру від президента. Тим же законом бібліотекарю було надано виключні повноваження приймати правила установи та призначати персонал бібліотеки.
До вступу на посаду Герберта Патнема в 1899 році за президента Мак-Кінлі, усі попередні бібліотекарі не мали досвіду в професії бібліотекаря: вони працювали в журналістиці, юриспруденції, письменництві, видавничій справі та політиці. Загалом з перших тринадцяти бібліотекарів Конгресу лише троє працювали в бібліотекарській сфері, незважаючи на кілька випадків спротиву з боку Американської бібліотечної асоціації.

## Посада, тривалість терміну та заробітна плата
З моменту створення до 2015 року посада бібліотекаря не підлягала обмеженню терміну дії та дозволяла особам, які займали цю посаду, залишатися на довічній посаді після підтвердження. Більшість бібліотекарів Конгресу пропрацювали до смерті або виходу на пенсію. За більш ніж два століття з 1802 по 2015 рік у Конгресі працювало лише 13 бібліотекарів, і бібліотека «перебувала в безперервності атмосфери та політики, що рідко властиво національним установам». У 2015 році Конгрес прийняв, а президент Барак Обама підписав закон «Закон про модернізацію наступності посади бібліотекаря Конгресу 2015 року», яким встановлено 10-річний термін на посаді з можливістю повторного призначення. Закон було сприйнято як критику небажання бібліотекаря Джеймса Г. Біллінгтона найняти постійного інформаційного директора для ефективного управління та оновлення інформаційних технологій бібліотеки.
Відповідно до розділу 136-1 розділу 2 Кодексу Сполучених Штатів, бібліотекар Конгресу призначається на посаду за поданням президента та за порадою та згодою Сенату. Після цього бібліотекар може працювати упродовж 10 років і бути повторно призначеним на посаду в такому ж порядку. Бібліотекар Конгресу отримує винагороду за свої послуги в розмірі, еквівалентному ставці заробітної плати, встановленій Рівнем II Виконавчого табеля.

## Повноваження та обов'язки
Немає законів чи нормативних актів, що визначають кваліфікацію бібліотекаря Конгресу. Упродовж усієї історії цієї посади її обіймали кандидати з різним походженням, інтересами та талантами: бібліотекарями Конгресу працювали політики, бізнесмени, письменники, поети, юристи та професійні бібліотекарі. Проте в різний час надходили пропозиції щодо вимог до посади. У 1945 році Карл Вітц, тодішній президент Американської бібліотечної асоціації, написав листа президенту Сполучених Штатів щодо посади бібліотекаря Конгресу, яка нещодавно стала вакантною. Вітц вважав за потрібне рекомендувати потенційних бібліотекарів. Вітц заявив, що ця посада «вимагає адміністратора вищої ланки, лідера у світі знань рівня державного діяча, й експерта в об'єднанні наукових матеріалів та організації їх для використання — одним словом, видатного бібліотекаря». У 1989 році конгресмен Мейджор Оуенс (D–NY) представив законопроект, який встановлював суворіші вимоги до того, хто може бути призначений. Він стверджував, що призначені бібліотекарі повинні мати спеціальну підготовку; законопроект не було прийнято.

## Список бібліотекарів Конгресу
| №    | Бібліотекар            | Бібліотекар            | Роки на посаді | Ким призначено           |
| ---- | ---------------------- | ---------------------- | -------------- | ------------------------ |
| 1    |                        | Джон Джеймс Беклі      | 1802–1807      | Томас Джефферсон         |
| 2    | Патрік Маґрудер        | Патрік Маґрудер        | 1807–1815      | Томас Джефферсон         |
| 3    | Джордж Воттерстон      | Джордж Воттерстон      | 1815–1829      | Джеймс Медісон           |
| 4    | Джон Сільва Міен       | Джон Сільва Міхан      | 1829–1861      | Ендрю Джексон            |
| 5    | Джон Ґулд Стівенсон    | Джон Ґулд Стівенсон    | 1861–1864      | Авраам Лінкольн          |
| 6    | Ейнсворт Ренд Споффорд | Ейнсворт Ренд Споффорд | 1864–1897      | Авраам Лінкольн          |
| 7    | Джон Рассел Янг        | Джон Рассел Янг        | 1897–1899      | Вільям Мак-Кінлі         |
| 8    | Герберт Патнем         | Герберт Патнем         | 1899–1939      | Вільям Мак-Кінлі         |
| 9    | Арчибальд Мак-Ліш      | Арчибальд Мак-Ліш      | 1939–1944      | Франклін Делано Рузвельт |
| 10   | Лютер Г. Еванс         | Лютер Еванс            | 1945–1953      | Гаррі Трумен             |
| 11   | Лоренс Квінсі Мамфорд  | Лоренс Квінсі Мамфорд  | 1954–1974      | Дуайт Ейзенхауер         |
| 12   | Деніел Дж. Бурстін     | Деніел Дж. Бурстін     | 1975–1987      | Джеральд Форд            |
| 13   | Джеймс Г. Біллінгтон   | Джеймс Г. Біллінгтон   | 1987–2015      | Рональд Рейган           |
| в.о. | Девід С. Мао           | Девід С. Мао           | 2015–2016      | Барак Обама              |
| 14   | Карла Гейден           | Карла Гейден           | 2016 — нині    | Барак Обама              |

## Хронологія бібліотекарів Конгресу
Бібліотекарі Конгресу (1802 — нині)
виконувач обов'язків*

## Подальше читання
- Hiring: The First Librarian of Congress for the Internet Age. The Atlantic. June 2015.
- Many Choices for Obama in Replacing Billington at Library of Congress. The New York Times. June 2015.
- Alan S. Inouye (June 2015). Who Should Be the Next Librarian of Congress? Wrong Question!. Roll Call.
- Jessamyn West (July 2015). The Next Librarian of Congress. Medium.
- Andrew Albanese (July 2015). Could the Nomination of the Next Librarian of Congress Spark a Political Battle?. Publishers Weekly.